# All Eyez on Me
All Eyez on Me er det fjerde studiealbum af den amerikanske rapper Tupac Shakur, udgivet den 13. februar 1996 af Death Row Records og Interscope Records.
All Eyez on Me, var det andet studiealbum fra Shakur der debuterede som nummer #1 på Billboard 200 listen og Top R&B Hip Hop Albums charts. Det solgte 566.000 eksemplarer i den første uge og vandt i 1997 Soul Train R&B/Soul or Rap Album of the Year. Albummet bliver betragtet som et af de mest indflydelsesrige rapalbum nogensinde.

## Trackliste

### Book 1
1. . "Ambitionz az a Ridah"
2. . "All Bout U"
3. . "Skandalouz"
4. . "Got My Mind Made Up"
5. . "How Do U Want It"
6. . "2 of Amerikaz Most Wanted"
7. . "No More Pain"
8. . "Heartz of Men"
9. . "Life Goes On"
10. . "Only God Can Judge Me"
11. . "Tradin' War Stories"
12. . "California Love (Remix)"
13. . "I Ain't Mad at Cha"
14. . "What'z Ya Phone #"

### Book 2
1. . "Can't C Me"
2. . "Shorty Wanna Be a Thug"
3. . "Holla at Me"
4. . "Wonda Why They Call U Bitch"
5. . "When We Ride"
6. . "Thug Passion"
7. . "Picture Me Rollin'"
8. . "Check Out Time"
9. . "Ratha Be Ya Nigga"
10. . "All Eyez on Me"
11. . "Run tha Streetz"
12. . "Ain't Hard 2 Find"
13. . "Heaven Ain't Hard 2 Find"